# Pithecopus centralis
Pithecopus centralis es una especie de anfibios de la familia Phyllomedusidae. Es endémica de Brasil.
Sus hábitats naturales incluyen sabanas secas, zonas de arbustos y ríos. Está amenazada de extinción por la destrucción de su hábitat natural.